# Bleu indigo
Ne doit pas être confondu avec Indigo blue, le manga de Ebine Yamaji.
Bleu indigo (藍より青し, Ai Yori Aoshi, litt. « Plus bleu que l'indigo ») est un manga de Kō Fumizuki. Il est prépublié entre 1998 et 2005 dans le magazine Young Animal et édités en 17 tomes par Hakusensha. La version française est publiée par Pika Édition.
Le manga a été partiellement adapté en série télévisée animée de deux saisons, Ai Yori Aoshi et Ai Yori Aoshi ~Enishi~ (藍より青し〜縁〜, litt. « Plus bleu que l'indigo : Destinée »), ainsi que deux épisodes spéciaux restés inédits en France.

## Synopsis
Fiancés dans leur enfance par leurs familles respectives, influentes et traditionalistes, Kaoru et Aoi ne se fréquentent toutefois plus et ne se sont même jamais revus depuis cette époque, Kaoru étant parti pour sa vie d'étudiant désargenté à Tōkyō, loin de sa propre famille qu'il rejette à cause des torts qu'elle lui a fait, et ne pensant plus vraiment à Aoi. Elle cependant, devenue une douce et belle jeune fille désireuse de conquérir le cœur de ce fiancé qu'elle n'a jamais oublié, part le rejoindre sans en informer son entourage.
Kaoru ne s'attendait plus à revoir sa prétendue fiancée, qu'il retrouve par hasard sans se reconnaître à la gare durant leur trajet mutuel vers sa demeure.

## Personnages

### Principaux
- Aoi Sakuraba (桜庭 葵, Sakuraba Aoi?)

La protagoniste féminine principale de l'histoire, une douce jeune fille de 18 ans qui devient propriétaire d'une résidence de campagne familiale où elle emménage avec Kaoru et Miyabi. Sa famille est l'illustre fondatrice de la Sakuraba gofukuten (桜庭呉服店), une draperie bicentenaire fabricante d'étoffes de kimono et devenue la chaîne de grands magasins Sakura.
Incarnant beauté et élégance de la Yamato nadeshiko (« Japonaise traditionnellement idéalisée »), généralement vêtue d'un tsumugi indigo (ou à l'occasion du ohanami avec Kaoru, du précieux kimono aux tons de fleur de cerisier légué par sa défunte grande-mère et spécifiquement dédié à être porté chaque année en la circonstance en compagnie du bien-aimé), depuis son enfance Aoi a tout fait et développé tous les talents possibles pour devenir une épouse parfaite et dévouée afin de rendre heureux Kaoru Hanabishi, son fiancé d'un mariage arrangé par leurs familles et dont elle est fidèlement amoureuse depuis leur première rencontre et fréquentation de l'époque. Même après avoir appris par Miyabi la rupture de leurs fiançailles par le clan Hanabishi et la disgrâce de Kaoru auprès de leurs familles, Aoi motivée par l'amour et non le devoir familial, et sachant que cette rupture n'a pas été décidée personnellement par l'intéressé, a rejeté toute possibilité d'un autre prétendant que lui et est restée résolue, au mépris du désaccord premier de cette dernière et de sa mère, à rejoindre Kaoru et habiter avec lui, quitte à devoir quitter à son tour sa propre famille si nécessaire. Leur relation, bien que finalement acceptée par sa mère qui la reconnait en tant que femme et tolérée par Miyabi, doit cependant demeurer officieuse et secrète afin d'éviter un scandale et une crise au sein de leur propre clan, Kaoru même disgracié devenant théoriquement (du fait de leur union) le futur successeur de son père à la tête de l'entreprise familiale. Elle ne peut donc ouvertement se dévoiler aux autres comme sa fiancée et doit se restreindre à jouer à leurs yeux un rôle de propriétaire envers Kaoru, qui n'est officiellement que son locataire.
Apprenant le passé douloureux de ce dernier et les raisons de son départ, elle guérira peu à peu ses blessures et par ses efforts, gagnera son cœur. Aspirant à être une épouse idéale pour lui, en plus de ses qualités féminines qu'elle cultive, elle est devenue en tant que femme au foyer aussi compétente que douée dans énormément de domaines variés des arts ménagers comme traditionnels (tâches ménagères ; cuisine, essentiellement Nihon ryouri — et particulièrement les plats favoris de Kaoru qu'elle a appris par cœur ; chadou et arts liés comme l'ikebana...). Le thé comme la nourriture qu'elle prépare (que ce soit un kaiseki ou « repas léger » accompagnant ledit thé dans le chaji, des véritables repas, desserts ou encore ses obentou) sont reconnus comme exceptionnels par ceux qui y goûtent. Elle a le réflexe inconscient de s'agripper à tout ce qui peut passer à sa portée durant son sommeil.
Son nom de famille signifie « jardin de cerisiers » (桜庭) et son prénom désigne les Malvacées (葵), une famille de plantes aux vertus émollientes et adoucissantes. Le personnage est inspiré de Dame Aoi (葵の上, Aoi no Ue), première épouse du Genji dans le dit du même nom.
- Kaoru Hanabishi (花菱 薫, Hanabishi Kaoru?) (nom officiel) / Kaoru Honjou (本条 薫, Honjou Kaoru?) (nom de naissance)

Le protagoniste masculin principal de l'histoire, un très gentil garçon désargenté de 19 ans qui étudie en troisième année à l'université Meiritsu de Tōkyō, y est membre sans conviction du club de photographie et devient officiellement locataire d'une dépendance de la maison d'Aoi.
À cause de son passé douloureux, Kaoru de nature triste et solitaire s'est toujours senti assez exclu de la société et ne veut plus rien avoir à faire avec le clan Hanabishi, son influente famille dont il était devenu l'héritier par adoption (Kaoru étant l'enfant d'un amour illégitime entre Yūji Hanabishi, son père futur successeur du groupe du même nom mais décédé dans son enfance, et sa mère Kumi Honjou également décédée après son adoption) et qu'il déteste plus que tout. Un matin il retrouve par hasard et sans se reconnaître mutuellement Aoi Sakuraba, une amie d'enfance ainsi que sa fiancée d'un mariage arrangé de longue date par leurs familles, et qui est justement venue le rejoindre à la capitale afin de le revoir et s'expliquer avec lui sur la situation : elle a appris que leurs fiançailles étaient rompues par son clan, néanmoins elle reste décidée contre tout à vivre avec Kaoru alors que sa mère et sa tutrice ne sont pas d'accord, puisqu'il a quitté sa famille et est déshérité, et n'est donc plus reconnu par le clan Sakuraba comme le fiancé légitime qu'il aurait dû être. Toutefois la mère d'Aoi, comprenant la force des sentiments de sa fille et la reconnaissant comme une femme, accepte finalement leur relation bien qu'elle doive demeurer officieuse et secrète, ce afin d'éviter un scandale et une crise au sein du clan Sakuraba (Kaoru même disgracié devenant théoriquement, du fait de son union avec Aoi, le futur successeur à la tête de leur entreprise familiale). Kaoru doit donc se restreindre en présence d'autrui à jouer un rôle de simple locataire envers Aoi, qui n'est officiellement que sa propriétaire.
Bien qu'ayant acquis les compétences et codes sociaux d'un statut traditionnel élevé, inhérents à l'éducation rigide de son grand-père, il rejette toutefois cette éducation et déteste porter lui-même des vêtements traditionnels, qui réveillent par somatisation la douleur de ses anciennes blessures (dont il dissimule les cicatrices visibles dans son dos). Cependant, grâce aux efforts d'Aoi qui est la seule personne à qui il les dévoile, ses blessures guériront peu à peu et il développera avec leur relation un amour sincère pour elle. Ses qualités masculines telles que sa gentillesse et sa serviabilité envers les siens suscitent malgré lui, et au grand dam d'Aoi qui est de nature soucieuse, l'intérêt de la plupart des filles de son entourage.
Son nom de famille, qui signifie littéralement « diamant/carreau en (forme de) fleur » (花菱), est également le nom d'un kamon (家紋), insigne héraldique (généralement en forme de dessins stylisés à l'intérieur d'une forme géométrique) qui était initialement utilisé par les clans de samurai depuis l'époque de Kamakura. Son prénom quant à lui signifie « fragrance, parfum agréable, odeur pénétrante » (薫). Le personnage est inspiré de l'enfant illégitime homonyme (薫, Kaoru) de Kashiwagi (柏木) avec la Princesse Troisième (女三宮, Onnasan no Miya), l'une des épouses du Genji dans le dit du même nom.

### Secondaires
- Miyabi Kagurazaki (神楽崎 雅, Kagurazaki Miyabi?)

La fidèle tutrice et chauffeuse (au volant d'une BMW Z3) d'Aoi, ainsi que gouvernante officielle de sa maison et garde-fou dans sa relation avec Kaoru. En parallèle de cela, elle accomplit son travail au sein de l'entreprise familiale, essentiellement à domicile et depuis son bureau personnel.
Très attachée à la jeune fille (qu'elle a pour ainsi dire élevée) ainsi qu'à son propre devoir envers le clan Sakuraba, elle est très stricte, rigide et soucieuse pour tout ce qui concerne le bien-être et le bonheur d'Aoi, prête à se couper en quatre pour sa maîtresse et foncièrement incapable de lui refuser quoi que ce soit malgré sa désapprobation éventuelle. L'image intransigeante et implacable qu'elle renvoie suscite parfois la crainte des autres résidents. Au début, elle n'appréciera ni Kaoru (lui révélant même plus tard l'avoir détesté à leur première rencontre), ni les chamboulements de Tina (qui joue avec ses nerfs) ou encore l'absence de talent de Taeko (dont la maladresse irrite sa patience), ni même la présence d'un animal domestique comme Uzume, cependant elle peut changer ses apriori et demeure, en dépit de tout, l'alliée principale d'Aoi dans sa relation avec Kaoru, qu'elle guide tant qu'elle peut se le permettre vers l'issue la plus heureuse possible pour eux, quitte à prendre des risques personnels vis-à-vis de sa dévotion au clan et devoir en assumer d'éventuelles conséquences.
En dehors des crises de nerfs éventuelles, elle est de nature posée et raffinée, autant dans sa façon d'être que ses manières. Elle assume une féminité mâture et propre sur elle, et veille à bien se tenir en toutes circonstances. Elle trahit malgré elle ses faiblesses lorsqu'elle réagit avec une phobie hystérique en présence d'un arachnide rapporté par Uzume, ou tente sans convaincre de garder contenance face à tout ce qui touche au paranormal. Elle a également une obsession pour les pastèques (qui lui évoquent le suikawari ou « casse-pastèque », jeu de plage emblématique des souvenirs estivaux) et une affinité pour le vin rouge, dont elle possède une petite réserve personnelle de grands crus. Elle est monitrice de formation et est douée au tennis, auquel elle a formé Aoi.
Son nom de famille renvoie au kagura (神楽, « divertissement des dieux »), une danse rituelle shintoïste, et miyabi (雅) souligne sa grâce et son élégance, mais désigne également une catégorie d'ode festive du Classique des vers, anthologie de l'Antiquité chinoise recueillant plus de trois cents poèmes.
- Tina Foster (ティナ・フォスター, Tina Fosutā?)

Jeune blonde américaine et exubérante qui a grandi depuis l'âge de cinq ans à Hakata sur l'île de Kyūshū (dont elle conserve le dialecte et l'accent en parlant le japonais, qu'elle maîtrise comme sa langue maternelle), elle revient d'une année sabbatique de voyages à l'étranger et fait partie du club de photographie avec Suzuki, Satou, Taeko et Kaoru, qu'elle connaît depuis leur entrée commune à l'université Meiritsu (y entamant à son retour sa seconde année d'études cependant, du fait de sa pause annuelle). Elle a plus fréquenté Kaoru que les autres filles, étant devenue son amie en s'intéressant à lui malgré son apathie et l'ayant aidé à se sociabiliser en l'entraînant au club. Elle s'incrustera à la résidence d'Aoi et finit par y emménager à son tour sur un malentendu, Miyabi ayant affiché (par souci de donner le change) un faux avis de location devant la maison.
En tant que gaikokujin (« étrangère ») japonifiée, elle a toujours eu du mal à s'intégrer au sein de ses deux cultures et souffre de cet état de fait, ne se trouvant « ni vraiment américaine, ni assez japonaise ». Elle peut parfois être perturbatrice et source de problèmes pour les autres, mais considère ses amis comme sa famille et veut passer autant que possible son temps avec eux. Bien qu'elle fasse tout pour que cela ne transparaisse pas et entretienne sa relation amicale avec Kaoru, elle éprouve secrètement le désir d'être plus qu'une amie pour lui. Ce désir se fera plus clair pour elle lors d'un voyage improvisé sur un caprice dans le cadre du club de photographie avec Kaoru (les autres membres s'étant désistés à la dernière minute) dans un zoo, par le biais d'une attraction romantique et, bloqués en province à cause des intempéries qui empêchent leur retour en train, leur obligation de s'abriter pour la nuit dans un karaoke puis un love hotel.
Elle ne sait cuisiner qu'un même et unique plat hybride de pâtes au mentaiko (明太子) — une spécialité de sa région d'enfance — accompagné de riz. Ses passe-temps : manger, boire jusqu'à en être saoule et palper la poitrine des jeunes filles ! Malgré son âge, elle entretient un tempérament immature et adopte parfois des comportements infantiles, pouvant facilement faire un caprice. Elle contraste avec Taeko pour sa peur primale et enfantine du noir, ainsi que de tout ce qui se rapporte au paranormal. Toutefois, elle est la seule à adorer tous les animaux (même d'une espèce exotique ou potentiellement dangereuse, comme des serpents) et n'avoir aucun souci pour les approcher et les manipuler. Elle peut trahir de la jalousie lorsque d'autres filles manifestent trop d'attention envers Kaoru, se montrant ainsi aisément perturbée quand la question de la nature de leur relation est soulevée. Elle se dispute facilement avec Mayu, qu'elle considère hautaine et arrogante en plus de la trouver envahissante vis-à-vis de Kaoru.
Son nom de famille renvoie à son sentiment d'appartenance à la culture japonaise, le mot « foster » désignant en anglais ce qui se rapporte à la tutelle et l'adoption, par exemple une famille d'accueil ou « adoptive », mais peut tout autant signifier « alimenter, nourrir » qu'« encourager, entraîner », ce qui correspond bien à sa personnalité. Son prénom quant à lui est dans sa culture d'origine, un diminutif courant devenu prénom à part entière.
- Taeko Minazuki (水無月 妙子, Minazuki Taeko?) / Tae (diminutif)

Jeune fille à lunettes un peu bizarre, de nature sérieuse mais avec peu d'assurance, extrêmement maladroite et légèrement naïve au point d'être facilement influençable, elle n'est également pas douée en quoi que ce soit mais reste tout de même volontaire et persévérante, et aime aider les autres. Elle rentre en première année d'études à la même université que Kaoru et Tina, qu'elle rencontre au club de photographie en tant que nouveau membre, et se fait également employer comme domestique de la maison d'Aoi, où elle résidera après avoir été renvoyée de son précédent travail.
Elle continue à faire des efforts malgré ses difficultés par admiration pour sa mère, veuve qui l'a élevée toute seule à la suite de la mort de son père quand elle était petite et qu'elle prend comme modèle. Après avoir mieux fait connaissance, elle prendra également Aoi comme modèle dans sa vie de tous les jours. Elle est normalement timide, tendue et mal à l'aise avec les garçons dans un contexte intime, à l'exception de Kaoru avec qui elle se comporte naturellement, d'où la méprise de sa cousine lorsqu'elle l'a rencontré pour la première fois et ses interférences pour encourager une relation entre eux deux. Elle en viendra elle-même à s'interroger sur ce qu'elle peut ressentir pour Kaoru et développer des sentiments amoureux pour lui en passant du temps seule en sa compagnie à l'initiative de Chika. À l'issue d'un pseudo-rendez-vous avec Kaoru après les préparatifs avec sa cousine de l'étal de leur grand-mère pour le festival local, touchée par la gentillesse du jeune homme malgré ses propres gaffes (dont il a à chaque fois fait les frais), elle trouvera le courage de lui faire frontalement et verbalement sa déclaration, qui sera couverte au mauvais moment par le bruit des feux d’artifice. Elle décide donc lors de sa discussion postérieure avec Chika au onsen, de devenir une femme digne de Kaoru en faisant davantage d'efforts, désirant développer certaines qualités spécifiques qu'elle reconnait chez les autres filles de leur entourage.
Elle est surtout reconnue pour ses maladresses légendaires, sa généreuse poitrine (qui n'a pas fini de grossir) et sa cuisine uniquement mangeable pour elle, du fait de ses goûts et expérimentations culinaires aussi insolites que douteux. Fidèle à elle-même, bien qu'elle ait le permis de conduire comme Miyabi elle a, contrairement à celle-ci, une conduite dangereuse et inconsciente qu'elle compare innocemment à son pilotage dans un jeu vidéo d'arcade. N'ayant pas du tout peur des esprits contrairement aux autres, elle a une passion pour tout ce qui touche au paranormal et au lugubre, mais aussi possiblement à l'horreur et l'occultisme (elle possède parmi les décorations de sa chambre une idole ésotérique à l'effigie de Baphomet).
Son nom (水無月, littéralement « mois sans eau ») est aussi celui japonais et poétique du sixième mois de l'année (juin selon le calendrier grégorien, ou approximativement juillet dans le cas du calendrier lunaire), ce qui souligne le lien explicite de sa famille avec la saison estivale. Son prénom (妙子, littéralement « enfant mystérieux, étrange, bizarre ») souligne quant à lui sa bizarrerie caractéristique.
- Mayu Miyuki (美幸 繭, Miyuki Mayu?)

Jeune fille de 16 ans ayant effectuée ses années de collège et de lycée en Angleterre, elle est issue d'une famille bourgeoise mais délaissée par ses parents, qui sont toujours occupés ou en déplacement à l'étranger pour leur travail (son père à la tête de l'entreprise familiale fondée il y a un siècle et demi à l'époque d'Edo, les filatures du même nom ; et sa mère en tant que haute couturière), et n'a eu pour seule compagnie régulière dans sa vie privée que Saionji et des domestiques, ce qui fait qu'elle souffre depuis toujours de sa solitude et d'une angoisse d'abandon (très vive lorsque vient le temps de la séparation avec Kaoru, moment qu'elle gère difficilement). Ayant sauté deux classes par son excellence et son labeur motivés par son désir intime de rentrer au plus vite au Japon, afin d'y retrouver quelqu'un (Kaoru Hanabishi), elle vient visiter l'université Meiritsu durant la pré-rentrée avant son intégration en première année d'études dans un cursus spécial pour les étudiants « rapatriés », et entre le jour même en conflit avec Tina sur une bousculade accidentelle avant l'arrivée de Kaoru, qu'elle reconnaît spontanément et, émue aux larmes, accueille devant tout le monde avec un baiser (salut « à l'anglo-saxonne ») en se jetant dans ses bras.
Quatre ans avant leurs retrouvailles imprévues sur le campus, elle avait rencontré Kaoru lors d'une réception mondaine dans sa grande demeure familiale et s'était attachée à lui, touchée par la gentillesse du lycéen qui l'avait volontiers réconfortée de sa tristesse pour avoir été négligée par ses parents, et lui avait offert son temps et son attention en s'occupant d'elle durant toute cette journée qui lui reste mémorable. Elle a depuis idéalisé Kaoru (au-delà de sa dépréciation générale des Japonais moyens) au point de vouloir l'épouser quand elle sera grande, ce qu'elle manifeste sans retenue en étant contrairement à son attitude courante envers autrui, toujours débordante de joie en le voyant et se pendant à son cou, très entreprenante et énergique pour capter son attention, parfois s'invitant à sa maison et se montrant capricieuse, et très possessive vis-à-vis des autres filles de son entourage. Malgré le temps et la distance, elle est demeurée depuis toujours éperdument amoureuse du jeune homme, qui est le seul à avoir une influence positive sur son fort caractère ainsi que ses propos et attitudes déplacées envers les autres, la présentant lui-même comme étant en fait très douce et gentille. Elle incarne a contrario de Tina la Japonaise nantie et occidentalisée (plus précisément, européanisée), et d'Aoi la Japonaise moderne.
Du fait de son milieu social, elle a généralement une tenue occidentale moderne ou luxueuse adaptée aux circonstances. À l'opposé de Kaoru, elle a acquis des codes sociaux et usages de la bourgeoisie européenne, et est donc par habitude très bien accoutumée aux couverts et repas occidentaux, mais n'est par contre pas dégourdie avec des baguettes et n'est absolument pas versée dans les arts traditionnels et coutumes de sa culture d'origine comme Aoi, ce que Tina utilise souvent à ses dépens pour lui faire des farces. Aussi, elle ne sait pas du tout cuisiner, n'ayant jamais eu à le faire elle-même avec son mode de vie aisé et ses domestiques, et n'a pas de talent particulier à l'exception du piano, qu'elle exerce depuis toute petite : elle essaiera toutefois de rectifier cela par des efforts et l'apprentissage auprès d'Aoi, pour être capable de tenir un foyer par elle-même et être un peu plus comparable à une épouse moyenne afin de se rendre digne de Kaoru, persuadée à cause d'un autre mensonge provocateur de Tina que ce serait en tant que femme une condition sine qua non pour mériter son intérêt. Elle se dispute facilement avec cette dernière, qu'elle considère (comme tous les Américains) grossière et sans-gêne en plus de la percevoir comme sa seule véritable rivale vis-à-vis de Kaoru.
Son nom de famille (美幸) signifie littéralement « belle fortune » ou « beau bonheur », et son prénom (繭) renvoie au cocon du ver à soie, ce qui évoque les activités commerciales de sa famille ainsi que son mode de vie confortable, couvée et surprotégée qu'elle est.
- Chika Minazuki (水無月 ちか, Minazuki Chika?)

Collégienne aisément repérable avec ses marques de bronzage et jeune cousine de Taeko dont elle a toujours été très proche, elle prend Kaoru pour son compagnon à leur première rencontre. Fille unique qui a toujours désiré une fratrie, travaillant au départ pour aider sa grand-mère gérant un umi no ie (bar-restaurant de plage) et un minshuku (ainsi qu'un yatai durant les festivals locaux) près de la mer, après leur visite elle viendra solliciter l'aide des résidents de la pension d'Aoi pour ses devoirs de vacances, puis décidera à son tour de venir vivre avec eux, qu'elle considère comme sa famille. Elle loge ainsi dans une dépendance de la résidence, comme Kaoru.
Bien que Taeko lui a affirmé malgré ses présomptions que Kaoru n'était pas son compagnon, elle va s'ingérer auprès d'eux pour créer des situations favorables afin d'encourager une relation entre sa cousine et lui durant leur séjour chez sa grand-mère, ce qui se retournera contre elle : par un malentendu volontaire de sa part isolant Kaoru et Taeko dans le onsen, mais provoquant un enchaînement de circonstances imprévues les mettant dans une situation très embarrassante (le jeune homme se cachant des autres filles qui, sans prévenir de leur arrivée, ont envahi à leur suite les lieux), elle est à cause de Tina et contre son gré, dévoilée entièrement nue au nez et à la barbe de Kaoru (ce qui deviendra un comique de répétition) en tentant de réparer sa bêtise, aidant sa cousine à couvrir sa fuite discrète du rotenburo. Extrêmement embarrassée à la suite de cet incident, Kaoru arrivera toutefois à la rassurer par sa gentillesse et la remerciera de son aide malgré sa responsabilité directe dans la situation. Tout en encourageant Taeko qui a finalement reconnu ses sentiments pour le jeune homme, elle la prévient néanmoins qu'elle compte bien elle aussi susciter l'intérêt de Kaoru en grandissant un peu plus, avouant à sa cousine qu'elle aussi l'aime beaucoup.
Elle est franche, pleine d'énergie et aimée de tout le monde malgré les troubles qu'elle peut provoquer. Ne partageant pas la maladresse de Taeko, elle est tout de même à l'instar de sa cousine intelligente et très appliquée dans ce qu'elle entreprend, étudiant avec sérieux, et aime aider les autres. À son école, elle est membre du club de natation avec ses deux meilleures amies, Chizuru et Natsuki, qui reconnaissent sa rapidité à la nage. À la surprise de Kaoru (et au grand dam des autres filles de son entourage), elle a aussi une tendance récurrente à s'inviter dans son futon durant son sommeil et à dormir blottie contre lui.
Le sens de son prénom peut être compris différemment selon l'écriture, en rapport avec : le fait qu'elle déborde d'énergie et aime rendre service (力, « force, vigueur, énergie », « efficacité » ou encore « aide, soutien »), son attachement à ses proches (誓, « proximité, intimité, lien étroit »), ses initiatives personnelles (地下, ce qui est secret ou fait sous couverture), ou encore son jeune âge et le fait qu'elle dépende encore directement de l'autorité d'un adulte (治下, « sous l'autorité de »).

### Autres

#### Université Meiritsu
- Suzuki (鈴木?)

Ami universitaire et imposant de Kaoru ainsi que membre du club de photographie dont il devient président à la rentrée scolaire, il a une passion exacerbée pour les trains. Il dissimule en permanence ses yeux derrière une paire de lunettes fumées.
Son comparse et lui ont tendance à profiter de la naïveté de Taeko en qualité de nouveau membre et sont aussi délurés que Tina.
Son nom est commun et très répandu au Japon.
- Satou (佐藤?)

Ami universitaire et ventripotent de Kaoru ainsi que membre du club de photographie dont il devient vice-président à la rentrée scolaire, il a une passion exacerbée pour les filles s'adonnant au déguisement.
Son comparse et lui ont tendance à profiter de la naïveté de Taeko en qualité de nouveau membre et sont aussi délurés que Tina.
Son nom est commun et très répandu au Japon.

#### Entourage des Minazuki
- La grand-mère de Taeko et Chika (妙子とちかの祖母, Taeko to Chika no soba?)

Propriétaire sympathique d'un café de plage et d'un minshuku près de la mer, elle tient également un étal lors du festival local. Chika vit avec elle et l'aide en travaillant dans ses différents commerces avec Taeko, qu'elle invite tous les étés par carte postale à venir la voir et qui se présente presque à chaque fois, quand elle le peut. Elle est adorée par ses deux petites-filles, qui aiment lui faire plaisir en lui rendant service.
Apprenant de l'intéressée son invitation annuelle, les résidents de la maison d'Aoi ainsi que Mayu décident d'accompagner tous ensemble Taeko chez elle pour prêter main-forte (Tina y voyant une occasion de passer des vacances à la plage et Mayu, du temps avec Kaoru) et font sa connaissance ainsi que celle de son autre petite-fille à cette occasion. Son âge la rattrapant cependant, elle snobe involontairement Taeko en la confondant avec Tina.
Elle est une hôte très accueillante et agréable, ainsi qu'une bonne femme généreuse avec les amis de la famille.
- Natsuki Komiya (小宮 夏樹, Komiya Natsuki?)

Une amie et condisciple de Chika et Chizuru, membre avec elles du club de natation de leur école.
La première fois que Chizuru et elle rencontrent Kaoru à la résidence, elle est victime malgré elle du comique de répétition de Chika, apparaissant avec ses amies intégralement nue sous le nez du jeune homme sur un malentendu, alors qu'elles s'amusaient avec insouciance au bain jusqu'à ce que Chika ne le percute devant l'entrée.
Elle est la seconde plus douée à la nage, aussi gaie qu'énergique et a un naturel de garçon manqué. Elle est persuadée que Kaoru est le compagnon de Chika.
- Chizuru Aizawa (相澤 千鶴, Aizawa Chizuru?)

Une amie et condisciple de Chika et Natsuki, membre avec elles du club de natation de leur école. Des trois, elle est la plus grande et a les formes les plus généreuses.
La première fois que Natsuki et elle rencontrent Kaoru à la résidence, elle est victime malgré elle du comique de répétition de Chika, apparaissant avec ses amies intégralement nue sous le nez du jeune homme sur un malentendu, alors qu'elles s'amusaient avec insouciance au bain jusqu'à ce que Chika ne le percute devant l'entrée.
Elle est si peu douée à la nage qu'elle manque fréquemment de se noyer, est d'un tempérament calme et très timide, et aussi d'un naturel féminin et très doux.

#### Entourage de Miyuki
- Ruka Saionji (西園寺 琉伽, Saionji Ruka?)

Serviteur dévoué et chauffeur de la famille Miyuki chargé de la tutelle de Mayu, il la conduit en voiture luxueuse, en prend soin et demeure auprès d'elle à la maison durant les longues absences de ses parents.
Il tente comme il peut d'honorer son devoir envers la famille en exécutant sans transiger ses consignes vis-à-vis de la jeune fille, qui a ses humeurs et se braque facilement, exaspérée par les directives de ses parents qu'elle juge excessives et infantilisantes. Il apprécie Kaoru pour le bonheur qu'il apporte à sa maîtresse, ne l'ayant jamais vue sourire ainsi ni être aussi docile envers quiconque autre que le jeune homme.
Il prend son rôle de tuteur très au sérieux et demeure formel et stoïque en toutes circonstances, son regard toujours dissimulé derrière sa paire de lunettes.
Son nom de famille est celui d'un clan japonais historique de kugyou (classe aristocratique de courtisan de premier rang à la cour impériale de Kyōto) et de poètes dont sont issus deux des « Trente-six nouveaux poètes immortels », Saionji Kintsune et son fils Saionji Saneuji. Le personnage est inspiré jusque dans son apparence du protagoniste d'un manga de Masaya Hokazono dont il tire également son prénom, Ruka to Ita Natsu (琉伽といた夏, littéralement « Ruka et l'été qui fait mal »).

#### Clan Sakuraba
- La mère d'Aoi (葵の母, Aoi no haha?)

Épouse du chef de clan Sakuraba et des chaînes de grands magasins Sakura, elle agit en conformité avec son statut.
La rupture des fiançailles avec sa fille annoncée par le clan Hanabishi et Kaoru déshérité, celui-ci n'est plus reconnu auprès de son clan comme un fiancé digne d'Aoi. Cependant celle-ci, motivée par son amour inébranlable pour le jeune homme et non le devoir familial, a rejeté toute possibilité d'un prétendant autre que lui et s'est enfuie sans prévenir personne à la capitale afin de le retrouver et d'éclaircir la situation : d'abord Miyabi en son nom, puis l'accompagnant en personne dans un second temps face à son échec comme Aoi lui a de nouveau échappée, la retrouvent directement à l'appartement de Kaoru afin de la ramener, s'opposant au début à l'aspiration de sa fille de garder Kaoru comme fiancé et vivre avec lui puisqu'étant devenu selon leurs conventions inéligible au su de sa disgrâce et de son refus de reprendre sa place au sein du clan Hanabishi. Toutefois, la volonté indéfectible ainsi que la force des sentiments de sa fille qui se dresse contre elle par amour, la touchera au point qu'elle finisse par accepter leur relation, la considérant désormais pleinement comme une femme et lui assurant d'intercéder en leur faveur auprès de son époux et de la famille. Toutefois, sous conditions : par sa décision, cette relation doit malgré tout demeurer officieuse et secrète car révélée en de telles circonstances, un scandale et une crise éclateraient fatalement au sein du clan, son futur gendre même disgracié devenant théoriquement du fait de son union avec sa fille, le futur successeur de son époux à la tête de l'entreprise familiale. Elle les autorise à emménager ensemble, faisant déménager les effets de Kaoru durant leur absence de l'appartement dans une ancienne résidence familiale inhabitée depuis vingt ans, cependant sous l'autorité indiscutable ainsi que la surveillance minutieuse de Miyabi, qui en qualité de tutrice est désignée comme garde-fou et emménage donc avec eux. Par souci de bienséance et pour protéger l'honneur de sa fille, Miyabi a fait installer la chambre du jeune homme dans une dépendance et lui impose un couvre-feu qui interdit sa présence dans la résidence passé vingt-deux heures. Afin de ne rien laisser transparaître, elle y devient officiellement la gouvernante, et Kaoru et sa fille ne pouvant malheureusement pas se comporter ouvertement comme des fiancés, ils doivent se restreindre à passer aux yeux des autres pour un locataire et sa propriétaire.
Bien qu'elle paraisse par l'image qu'elle impose, inhérente au respect de l'étiquette et de sa haute position, être une mère autoritaire et une cheffe de famille implacable qui placerait le devoir envers leur clan ainsi que son futur avant toute considération, elle est en réalité une mère authentiquement soucieuse du bonheur de sa fille, devenant ses premiers alliée et soutien au sein de leur famille concernant sa relation avec Kaoru.
- Le père d'Aoi (葵の父, Aoi no chichi?)

Chef du clan Sakuraba et des chaînes de grands magasins Sakura, il agit en conformité avec son statut.
À la suite d'un appel téléphonique tardif et insolite à l'attention de Miyabi, il fait son apparition lorsqu'elle se rend auprès de lui pour une entrevue : elle en ressort atterrée. Un peu plus tard Kaoru, dans la crise qui les concerne, arrange une rencontre à leur demeure entre lui en compagnie de son épouse d'un côté, et lui-même avec Aoi (ainsi que Miyabi, en retrait) de l'autre.
Même s'il apparaît dur et implacable, il semble en fait tiraillé entre son devoir familial et le bonheur de sa fille, qu'il tente de concilier comme faire se peut.

#### Clan Hanabishi
- Gen'ichirou Hanabishi (花菱 源一郎, Hanabishi Gen'ichirou?) (manga) / Le grand‑père de Kaoru (薫の祖父, Kaoru no sofu?) (série animée)

Patriarche à la tête du groupe Hanabishi, le père de Yūji ainsi que grand-père paternel de Kaoru (et de son demi-frère dans le manga). Il est le responsable direct des blessures de son petit-fils.
Après la mort de son fils, la famille Hanabishi qui le considérait auparavant comme illégitime, avait finalement adopté Kaoru comme futur héritier en continuant cependant de rejeter sa mère Kumi, de laquelle il sera donc séparé et qu'il ne reverra plus jamais à dater de ce jour puisqu'elle décédera avant son départ du clan. Gen'ichirou s'est mêlé personnellement de l'éducation de son petit-fils, rude et cruelle pour Kaoru qui vivait un enfer : le jeune homme en a gardé des cicatrices visibles dans son dos, marquées de la main de Gen'ichirou qui n'a pas hésité à le battre jusqu'au sang avec un shinai parce qu'il refusait d'obéir en protégeant de son propre corps un omamori, le seul souvenir en sa possession qu'il lui restait de sa mère (ayant confié sa clé de coffre à Aoi à leur dernière rencontre et qu'elle lui rendra des années plus tard), la famille décidant de l'« effacer » littéralement de leur vie en brûlant tous les effets et souvenirs pouvant être rattachés à elle. Kaoru a alors haï son grand-père et quitté son clan pour ne plus jamais revenir, ce qui amènera à la décision de rompre officiellement ses fiançailles avec la fille Sakuraba. Au même titre que l'est dorénavant sa famille, il s'est donc aliéné Kaoru pour tout le mal qu'il lui a fait subir (particulièrement pour ce qui concerne sa défunte mère), son petit-fils ne voulant plus rien avoir à faire avec lui ni le groupe et préférant de loin une vie difficile d'étudiant désargenté plutôt qu'avoir à remettre les pieds chez lui et revenir dans la famille : Kaoru est donc déshérité.
Cet homme rigide et intraitable, brutal et insensible, ne semble reculer devant rien pour le devoir familial et le bien du groupe Hanabishi.
Le sens de son prénom renvoie à son statut de chef de famille de première génération.

#### Autres
- Furet / Uzume (ウズメ, Uzume?) (à partir du tome 5, chapitre spécial « Amaterasu » dans le manga)

Mustélidé adorable et espiègle, parfois dévastateur, il devient l'animal domestique de la maison.
Il sera recueilli par Tina qui l'achète dans une animalerie, mais s'attachera surtout à Miyabi malgré la réticence de départ de celle-ci à l'idée de le garder, ne cédant que par son incapacité à refuser ce plaisir à sa maîtresse.
D'abord sans nom et appelé par sa dénomination, il est finalement nommé d'après la divinité homonyme à la suite d'une situation vécue avec Miyabi rappelant la légende shintoïste.
- Les parents de Tina (ティナの両親, Tina no ryōshin?)

Les parents de Tina vivent aux États-Unis et possèdent un ranch en campagne.
Ils y accueillent leur fille à son retour après ses années d'études.
- Saint-Nicolas¹ (サンタクロース, Santa Kurōsu¹?, « Santa Claus »¹) / « Aoi » (葵?) (surnom temporaire)

La veille de Noël précédant l'année des retrouvailles de Kaoru avec Aoi, il visite ce dernier (qui prévoyait simplement de se reposer et s'était déjà endormi) dans son appartement pour récupérer son collier au pendentif en flocon de neige, qu'il avait malencontreusement fait tomber du ciel sur sa tête au retour du jeune homme vers son domicile, sortant de nulle part en flottant dans les airs et pouvant traverser les murs, ce qui l'effraie sur le coup de la surprise. Bien que Kaoru n'en a pas conscience, il lui apparaît sous les traits présents d'Aoi Sakuraba en tenue de père Noël (ou plutôt dans ce cas, d'une mère Noël).
Afin de le remercier, il propose à Kaoru de lui exaucer un vœu. Selon le souhait réfléchi par le jeune homme dont il peut lire les pensées (et malgré la gêne occasionnée par la nature du vœu, Kaoru le trouvant « mignonne » et estimant chanceux l'homme qui verrait ce souhait-là réalisé²), il accepte de passer Noël en sa compagnie jusqu'à minuit de la nuit suivante, se fait rebaptiser « Aoi » par Kaoru pour l'occasion (en souvenir d'une amie d'enfance), et offre également à ce dernier de pouvoir faire pour cette nuit un rêve heureux, qui prend la forme d'un souvenir — réel ou fantasmé — de goûter d'anniversaire à deux en compagnie de sa défunte mère, ce qui provoque les larmes de Kaoru dans son sommeil et trouble Aoi, qui jusqu'au moment de voir par lui-même son rêve avant son départ ne comprendra pas sa réaction, n'arrivant pas à concevoir la différence entre des larmes de joie et de la tristesse. Pensant d'abord que cette visite était elle-même un rêve, le jeune homme est de nouveau brièvement surpris à son réveil de retrouver le personnage, qui l'accueille dès le matin avec des plats thématiques de Noël qu'il a préparés lui-même. Ils iront ensuite se balader à deux pour le reste de la journée : il appréciera personnellement ce temps passé en compagnie de Kaoru (culpabilisant néanmoins légèrement de profiter d'un peu de joie, alors que c'est selon lui son rôle d'en donner aux autres), sera touché par la gentillesse du jeune homme qui l'incite à s'interroger sur ses propres désirs, et apprendra beaucoup de lui, ressentant au bout de la soirée malgré cette impossibilité l'envie de rester avec lui et, encouragé par Kaoru, lui exprime son souhait personnel : en l'embrassant. Après avoir pris congé de lui, il souhaite pour le jeune homme qu'il retrouve au plus vite la véritable Aoi. Au lendemain, la question de la réalité de cette rencontre est résolue par la présence sur la table de Kaoru du gâteau personnalisé fait le matin précédent, avec sa décoration à l'effigie du « Saint-Nicolas Aoi ».
Il possède des pouvoirs surnaturels et compétences dédiés exclusivement à son statut de figure de Noël ainsi qu'à remplir son rôle (« offrir du bonheur et de la joie »), n'étant donc par exemple pas capable de cuisiner autre chose que des plats typiques de sa fête (comme un gâteau thématique ou de la dinde). Il n'est visible que pour ceux qui croient en lui (en dehors de Kaoru, majoritairement des enfants) et adopte une apparence spécifique selon l'individu : il apparaît à Kaoru avec les traits actuels d'Aoi, sa fiancée qu'il n'a pourtant pas encore revue en tant que jeune femme, et plus ironiquement, il le rebaptise comme elle durant le temps passé en sa compagnie, trouvant triste de l'appeler simplement « Saint-Nicolas » et celui-ci lui rappelant (bien qu'inconsciemment) son amie d'enfance.
₁ Le personnage, dont le nom est traduit en français « Saint-Nicolas » (dans l'édition en version traduite du manga comme dans les sous-titres de l'épisode spécial dédié de la série animée), a en réalité les attributs du père Noël et est bel et bien appelé ainsi en version originale (« Santa Kurōsu », qui est son nom en japonais emprunté à l'anglais « Santa Claus »). Cette confusion entre les deux figures dans la traduction découle probablement de l'ambiguïté culturelle : en plus du sens double du nom en anglais (qui comprend et peut mélanger les deux figures), la prononciation du japonais « Santa Kurōsu » approche de « Sinterklaas », nom répandu de Saint-Nicolas dans la plupart des langues et cultures germaniques dont le folklore est originaire. Saint-Nicolas étant également considéré par consensus comme la source première de la version populaire et contemporaine du père Noël, ces deux figures peuvent parfois être fusionnées ou confondues (notamment en japonais, le diminutif emprunté « Santa » désignant lui aussi les deux figures à la fois).
₂ La fête de Noël a une connotation chargée et culturellement différente au Japon par rapport au reste du monde : pour les Japonais, elle est considérée comme la véritable fête des amoureux (au même titre en Occident que la Saint-Valentin, qui existe aussi au Japon mais n'y a plus le même sens depuis 1975). Il y est donc acquis que les couples passent cette fête à deux et se promènent en amoureux.

#### Exclusifs au manga
- Kaoru Hanabishi (cadet) (花菱 薫 <弟>, Hanabishi Kaoru（otouto）?)

Fils cadet de feu Yūji Hanabishi et demi‑frère homonyme de Kaoru, qui ignorait jusqu'à son existence.
Il fait son apparition lors du bref retour de son aîné dans sa maison d’enfance après toutes ces années, assumant une autorité sur les sentinelles du clan qui ne laissent son homonyme pénétrer la demeure que sur son autorisation expresse.
Il déteste son demi‑frère, avec qui il n'a en commun que le sang et le nom. Contrairement à lui, il est attaché à leur grand‑père paternel Gen'ichirou et aspire à diriger le clan Hanabishi.

#### Exclusifs à la série animée
- Tsurube (つるべ?)

Gros chat errant qui occupait déjà la maison de campagne Sakuraba, inhabitée depuis vingt ans avant l'emménagement d'Aoi, Kaoru et Miyabi.
Il continue d'y résider malgré leur arrivée et devient le chat semi-domestique des lieux. Dans le finale de la première saison, il a une portée avec son homologue fréquentant le campus de l'université Meiritsu.
Son nom est une allusion ironique à son agilité et sa capacité à se déplacer aussi rapidement que furtivement, contrastant avec sa physionomie de bibendum, mais également à son habitude de demeurer perché dans les hauteurs.

### Arlésiennes
- Kumi Honjou (本条 久美, Honjou Kumi?)

La mère de Kaoru, décédée des années avant le début de l'histoire. Sa tombe est visitée une journée d'automne par son fils en compagnie d'Aoi, qui lui est présentée comme une fiancée à sa belle-mère.
Sa relation avec Yūji Hanabishi, futur héritier du groupe homonyme et père de Kaoru, n'a jamais été reconnue par le clan de ce dernier, et donc son fils et elle étaient considérés comme illégitimes. À la mort de Yūji, cela changea toutefois pour Kaoru, que la famille Hanabishi souhaitait adopter pour remplacer son père comme futur successeur à la tête du groupe, mais toujours pas pour elle qui demeurait rejetée par le clan : afin de préserver son fils du besoin et des vicissitudes d'une vie difficile, Kumi se résigna pour son bien à abandonner Kaoru aux Hanabishi en sachant qu'elle ne pourrait plus jamais le revoir, lui écrivant toutefois régulièrement. Elle décédera avant que son fils ne décide de quitter le clan.
Comme elle était déjà morte avant le début de l'histoire, Kumi n'apparait pas réellement, mais comme un vague souvenir ou dans les mauvais rêves de son fils (qui, bien qu'il se refusait à l'oublier, n'arrive toutefois en dehors de sa tendresse, plus à se rappeler son visage ni quel genre de personne elle était réellement, comme le clan Hanabishi a presque effacé toute trace de son existence en brûlant, malgré les supplications de Kaoru, le moindre des effets personnels et souvenirs de Kumi qu'ils ont pu récupérer), puis dans un rêve heureux provoqué par Saint-Nicolas comme cadeau à l'occasion de la nuit de Noël précédant l'année des retrouvailles de Kaoru avec sa fiancée, prenant la forme d'un goûter d'anniversaire entre Kumi et son fils en tant qu'enfant.
Le sens de son nom (本条, « passage, chapitre important ») rappelle l'importance significative de la place qu'elle occupe dans l'histoire personnelle de son fils, et son prénom (久美) signifie « beauté éternelle ».
- Yūji Hanabishi (花菱 優二, Hanabishi Yūji?)

Le père de Kaoru (et de son demi-frère dans le manga). Il est décédé quand Kaoru avait cinq ans.
En tant que futur successeur de l'époque à la tête du groupe Hanabishi, sa relation avec Kumi Honjou n'a jamais été reconnue par son clan, et donc leur fils Kaoru et elle étaient considérés comme illégitimes. D'après les souvenirs de Kaoru, il serait mort dans un accident.
Étant donné le contexte et le jeune âge qu'avait son fils quand il est mort, Kaoru ne l'a pas vraiment connu et n'en a gardé qu'un très vague souvenir.
Le sens de son prénom renvoie à son statut élevé ainsi qu'à son aura d'héritier de seconde génération.
- La grand-mère d'Aoi (葵の祖母, Aoi no soba?)

La grand-mère adorée d'Aoi, décédée cinq années avant le début de l'histoire. Elle s'occupait souvent de sa petite-fille à la place de ses parents.
Elle n'apparaît pas vraiment dans l'histoire, mais au travers d'un souvenir raconté à Kaoru par Aoi durant leur premier ohanami ensemble : cette dernière a hérité selon son désir de son kimono aux tons de fleur de cerisier, qu'elle ne portait qu'une fois par an en accompagnant sa petite-fille à l'occasion du ohanami. La fois où Aoi lui disait vouloir absolument avoir ce kimono qu'elle adorait, elle lui promit de le lui léguer et lui raconta l'histoire de cette tenue portée spécialement pour la floraison annuelle des cerisiers, mais qu'elle ne revêtait à l'origine et au fil des années que pour la passer en la compagnie de son époux bien-aimé, le grand-père d'Aoi. Elle lui raconta que ce kimono (mais aussi les kimonos en général) s’imprégnait des sentiments d'amour de la femme qui le revêtait pour celui qu'elle aime, et que cette femme portait par là même l'âme du kimono. Elle souhaitait donc transmettre à sa petite-fille en même temps que le vêtement, cette croyance et cet amour, afin qu'elle nourrisse à son tour l'âme de ce kimono par ses sentiments en ne le revêtant que pour l'homme qu'elle aimerait et épouserait.
Aoi perpétue cette tradition avec Kaoru, ne portant ce kimono que pour lui et qu'en sa compagnie en cette occasion.

### Popularité
Durant la publication du manga, un vote de popularité des personnages fut organisé auprès des lecteurs. Les résultats, qui totalisent 3 316 participations, sont révélés dans un interlude de trois pages illustrées (une d'introduction pour le lecteur et une double de mise en scène estivale) qui est intégré au quatrième tome — pages 91 à 93, entre les trente-troisième et trente-quatrième chapitres — publié le 27 octobre 2000 :
| Classement (nombre de places déterminé par répartition des voix) | |                                        |
| Classement (nombre de places déterminé par répartition des voix) | Identité du personnage (telle que reprise dans la double page illustrée des résultats de l'édition en version française) | Nombre de voix (sur un total de 3 316) |
| ---------------------------------------------------------------- | --- | -------------------------------------- |
| Première place                                                   | Aoi Sakuraba | 1 983                                  |
| Deuxième place                                                   | Tina Foster | 611                                    |
| Troisième place                                                  | Taeko Minazuki | 342                                    |
| Quatrième place                                                  | Kaoru Hanabishi | 144                                    |
| Cinquième place                                                  | Mayu Miyuki | 102                                    |
| Sixième place                                                    | Miyabi Kagurazaki | 98                                     |
| Septième place                                                   | La grand-mère d'Aoi | 14                                     |
| Huitième place                                                   | La mère d'Aoi | 11                                     |
| Neuvième place                                                   | Furet | 9                                      |
| Dixième place                                                    | Suzuki le chef du club                                                                                                   | 2                                      |

N.B. : Les personnages sans code couleur dans ce tableau sont mentionnés dans les résultats de la double page sans y être illustrés. Au moment du vote et à ce stade de publication (trente-trois chapitres sur cent quarante-et-un au total — spéciaux non inclus, soit moins d'un quart de l’œuvre complète), certains personnages significatifs comme Chika Minazuki et ses amies n'étaient pas encore introduits dans l'histoire, ou à peine dans le cas de Mayu Miyuki (ce qui est souligné par Tina dans la page explicative, qui brise le quatrième mur).

## Univers

### Lieux

#### Honshū(本州?)

##### Tōkyō(東京?)
Appartement de Kaoru Hanabishi (花菱薫のアパート, Hanabishi Kaoru no apāto)
Domicile de Kaoru jusqu'au début de l'histoire et son déménagement.
Aoi l'y retrouve et y réside temporairement avec lui, jusqu'à ce qu'ils habitent en commun avec Miyabi dans une maison de campagne familiale concédée en ce but.
Université Meiritsu (明立大学, Meiritsu-daigaku, Haute école Meiritsu)
Université où étudient Kaoru, Tina, Taeko, Suzuki, Satou et, plus tard, Mayu.
Gare de Tōkyō (東京駅, Tōkyō-eki)
Lieu où se revoient pour la première fois et par hasard Aoi et Kaoru, tandis que cette dernière tentait justement de le retrouver. Du fait qu'ils ne s'étaient plus revus depuis leur enfance, ils ne se reconnaissent pas spontanément sur le moment mais s'accompagnent pour la même destination (l'appartement de Kaoru).
Aoi a pris l'habitude de l'y accompagner ou d'y attendre son retour lorsqu'ils ne sont pas obligés de se cacher.
Maison de campagne/pension Sakuraba (桜庭館, Sakuraba-kan)
Maison avec dépendances délaissée depuis vingt ans par la famille Sakuraba, elle est cédée à Aoi qui y emménage au début de l'histoire avec Kaoru (et sous la surveillance de Miyabi).
Afin de faire illusion sur les raisons de leur vie commune, elle est présentée comme une pension dont Aoi serait propriétaire, Miyabi gérante, et Kaoru simple locataire. Les autres filles de l'entourage de Kaoru (excepté Mayu) y emménagent progressivement et à leur tour comme locataires, nonobstant Taeko qui y travaille également en qualité de gouvernante. L'intendance de la demeure est gérée par Miyabi, et les tâches ménagères ainsi que la cuisine par Aoi, assistée selon la circonstance de Taeko.
Demeure des Miyuki (美幸家, Miyuki-ke)
Maison familiale de Mayu et lieu de sa première rencontre avec Kaoru à l'occasion d'une réception mondaine, quatre ans avant le début de l'histoire. Elle y réside de nouveau avec Saionji et des domestiques après son rapatriement d'Angleterre. À l'occasion de ses retrouvailles avec le jeune homme, elle l'y invite avec insistance pour rattraper le temps perdu avec lui.
C'est une propriété spacieuse de type européen, entourée de jardins et entretenue par des domestiques, mais peu occupée du fait des déplacements professionnels réguliers et prolongés à l'étranger par les parents de Mayu, qui y a grandi en étant habituée à demeurer, fêter ses anniversaires et prendre ses repas seule.
Lycée privé pour filles Fujimino (私立ふじみ野女子高等学校, shiritsu Fujimino joshikō-tō gakkō)
Lycée intégré par Chika Minazuki à dater de son emménagement à la pension Sakuraba, elle le fréquente avec Natsuki Komiya et Chizuru Aizawa, ses deux amies du club de natation.

##### Tsukiyama(月山?)
Tsukiyama est la lecture kun du nom désignant le Gassan, une montagne traditionnellement considérée par les locaux comme résidence de la divinité shintoiste Tsukiyomi.
Hôtel Manyouen (万葉苑)
Le club de photographie, accompagné d'Aoi, y passe un séjour pour profiter des onsen de Tsukiyama (月山温泉峡, Tsukiyama onsen-kai) et fêter l'intégration de Taeko comme nouveau membre.

##### Kurashiki(倉敷?)
Suzuki — suivi par Satou — y entraîne Taeko dans le cadre des activités du club, la ville accueillant le Kouraku densha (行楽電車), un événement commémoratif ferroviaire.

##### Umegaoka(梅が丘?)
Afin de faire une surprise plaisante à Kaoru, et comme le lieu se trouve à proximité de leur zone géographique, Aoi s'y rend spontanément et au pied levé durant les cours du jeune homme pour lui ramener un taiyaki spécial, rare et difficile à obtenir puisqu'il est fabriqué à la main par un unique restaurateur ambulant, indépendant et semi-légendaire, un certain Mitsurugi qui s'y établit temporairement, mais au moment opportun pour la jeune fille.

#### Kyūshū(九州?)

##### Hakata(博多?)
La région d'enfance de Tina, qui y a grandi dès ses cinq ans et en parle le dialecte comme sa langue maternelle.
Portion culturelle de Fukuoka avec laquelle l'ancienne ville de Hakata, distincte de celle-ci, a fusionné et pris le nom en 1889.

#### Autres

##### En bord de mer
Établissements Sazanami (さざなみ, Sazanami)
Sur invitation de la grand-mère de Taeko, les résidents de la pension Sakuraba ainsi que Mayu se rendent en bord de mer durant les vacances estivales. Ils y font la connaissance de Chika, qui fut également invitée de son côté, et de la vieille dame, qui est propriétaire et gérante de deux établissements distincts qu'ils fréquent durant leur séjour :
- le bar-restaurant Sazanami (マリンハウス「さざなみ」, Marin Hausu `Sazanami'), un umi no ie (海の家, bar-restaurant de plage) auprès duquel ils s'amusent, ou dans lequel ils aident le cas échéant, durant la journée ;
- l'auberge Sazanami (「さざなみ」民宿, `Sazanami' minshuku), un minshuku (民宿, chambre d'hôtes) dans lequel ils se rendent en fin de journée et passent la nuit.

##### Suzumegaoka(すずめヶ丘?)
Un lieu retiré en compagne possédant un temple bouddhiste et son cimetière.
Temple de Honzon Yakushi Nyorai (本尊薬師如来寺, Honzon Yakushi Nyorai-ji)
Un jour d'automne, Kaoru y emmène Aoi pour visiter la tombe de sa mère, Kumi Honjou, et la « présenter » formellement à cette dernière.

##### Indéterminé
Domaine familial du clan Sakuraba (花菱家, Sakuraba-ke)
Lieu où a grandi Aoi jusqu'à son départ pour la capitale, et son emménagement avec Kaoru (suivi de Miyabi), c'est aussi le lieu de leur première rencontre et de leur fréquentation d'époque, quand ils furent fiancés. Ils y partagent leurs souvenirs d'enfance communs.
En plus des terrains et d'une résidence secondaire rattachés à la résidence principale, il inclut aux alentours un sanctuaire shinto qui, selon Aoi, serait dédié à Enmusubi, la « Divinité du mariage » (縁結びの神, Enmusubi-no-kami).
Domaine familial du clan Hanabishi (花菱家, Hanabishi-ke)
Lieu où a grandi Kaoru de ses cinq ans, lorsqu'il fut adopté par le clan (et séparé de sa mère) après la mort de son père, jusqu'à son départ pour la capitale.
C'est un endroit qui n'inspire que ses pires souvenirs au jeune homme, qui ne souhaite donc pas y retourner.
Complexe Spa/Super Universe (スパ湯ニバース, Supa yu-Nibāsu, Jeu de mots sémantique et phonétique multilingue entre « Spa/Super », « bains chauds » — yu — et « Universe »)
Lieu visité durant une journée des vacances d'été par les résidents de la pension en compagnie de Mayu ainsi que des amies de Chika.
C'est un complexe accueillant un centre d'hydrothérapie.

#### États-Unis
Situés en Amérique du Nord, c'est le pays natal de Tina Foster.
Domaine familial des Foster (フォスター家, Fosutā-ke)
Demeure d'origine de Tina aperçue à son retour chez ses parents après la fin de ses études, elle ne s'y sent toutefois pas vraiment à sa place du fait de sa double identité culturelle, son sentiment d'appartenance allant plutôt au Japon et à ses amis en dépit de ses soucis d'intégration.
C'est une propriété campagnarde accueillant des chevaux et entourée de terrains, eux-mêmes entourés de montagnes.

## Manga

### Publication
Le manga est prépublié entre 1998 et 2005 dans le magazine Young Animal et édités en 17 tomes par Hakusensha. La version française est publiée par Pika Édition. Le manga est aussi publié en allemand par EMA et en anglais par Tokyopop.

### Liste des volumes
1. Tome 1 : juin 2003,  (ISBN 2-84599-252-1)
2. Tome 2 : septembre 2003,  (ISBN 2-84599-261-0)
3. Tome 3 : novembre 2003,  (ISBN 2-84599-288-2)
4. Tome 4 : janvier 2004,  (ISBN 2-84599-300-5)
5. Tome 5 : mars 2004,  (ISBN 2-84599-318-8)
6. Tome 6 : mai 2004,  (ISBN 2-84599-333-1)
7. Tome 7 : août 2004,  (ISBN 2-84599-350-1)
8. Tome 8 : octobre 2004,  (ISBN 2-84599-367-6)
9. Tome 9 : décembre 2004,  (ISBN 2-84599-383-8)
10. Tome 10 : février 2005,  (ISBN 2-84599-400-1)
11. Tome 11 : avril 2005,  (ISBN 2-84599-419-2)
12. Tome 12 : juin 2005,  (ISBN 2-84599-446-X)
13. Tome 13 : septembre 2005,  (ISBN 2-84599-483-4)
14. Tome 14 : novembre 2005,  (ISBN 2-84599-510-5)
15. Tome 15 : janvier 2006,  (ISBN 2-84599-547-4)
16. Tome 16 : avril 2006,  (ISBN 2-84599-579-2)
17. Tome 17 : août 2006,  (ISBN 2-84599-633-0)

## Anime
La première saison est distribuée en France sous le nom original Ai Yori Aoshi, et la seconde Ai Yori Aoshi ~Enishi~ se déroulant deux ans plus tard.
Deux courts épisodes spéciaux, restés inédits en France, sont sortis au Japon : un de 4 minutes, Ai Yori Aoshi ~ Yumegatari (藍より青し「夢語り」, littéralement « Plus bleu que l'indigo — Récit d'un rêve »), en 2002 ; et un de 15 minutes, Ai Yori Aoshi ~Enishi~ Miyuki (藍より青し〜縁〜「美雪」, littéralement « Plus bleu que l'indigo : Destinée — Belle neige »), en 2003.

### Fiche technique
- Diffusion originale : 2002 - 2003
- Réalisation : Masami Shimoda
- Conception de personnages : Kazunori Iwakura
- Créateur original : Kō Fumizuki
- Musique : Toshio Masuda
- Animation : J.C. Staff
- Licencié en France par : Déclic Images
- Nombre d'épisodes : 24 + 12 + 2 spéciaux

### Doublage
| Aoi Sakuraba Saint-Nicolas¹ (épisode spécial « Miyuki ») | Ayako Kawasumi                          | (non doublé) | (non doublé) | (non doublé) | (non doublé) | (non doublé) | (non doublé) | (non doublé) |
| Kaoru Hanabishi                                          | Souichirou Hoshi Narumi Hidaka (enfant) | (non doublé) | (non doublé) | (non doublé) | (non doublé) | (non doublé) | (non doublé) | (non doublé) |
| Miyabi Kagurazaki                                        | Akiko Hiramatsu                         | (non doublé) | (non doublé) | (non doublé) | (non doublé) | (non doublé) | (non doublé) | (non doublé) |
| Tina Foster                                              | Satsuki Yukino                          | (non doublé) | (non doublé) | (non doublé) | (non doublé) | (non doublé) | (non doublé) | (non doublé) |
| Taeko Minazuki                                           | Kaori Mizuhashi                         | (non doublé) | (non doublé) | (non doublé) | (non doublé) | (non doublé) | (non doublé) | (non doublé) |
| Mayu Miyuki Tsurube                                      | Sayaka Narita                           | (non doublé) | (non doublé) | (non doublé) | (non doublé) | (non doublé) | (non doublé) | (non doublé) |
| Chika Minazuki                                           | Haruko Momoi                            | (non doublé) | (non doublé) | (non doublé) | (non doublé) | (non doublé) | (non doublé) | (non doublé) |
| Suzuki                                                   | Kazuya Nakai                            | (non doublé) | (non doublé) | (non doublé) | (non doublé) | (non doublé) | (non doublé) | (non doublé) |
| Satou Nishida Nishimoto                                  | Makoto Higo                             | (non doublé) | (non doublé) | (non doublé) | (non doublé) | (non doublé) | (non doublé) | (non doublé) |
| Ruka Saionji                                             | Ken'yū Horiuchi                         | (non doublé) | (non doublé) | (non doublé) | (non doublé) | (non doublé) | (non doublé) | (non doublé) |
| Natsuki Komiya                                           | Kimiko Koyama                           | (non doublé) | (non doublé) | (non doublé) | (non doublé) | (non doublé) | (non doublé) | (non doublé) |
| Chizuru Aizawa                                           | Mamiko Noto                             | (non doublé) | (non doublé) | (non doublé) | (non doublé) | (non doublé) | (non doublé) | (non doublé) |
| Uzume                                                    | Yuka Inokuchi                           | (non doublé) | (non doublé) | (non doublé) | (non doublé) | (non doublé) | (non doublé) | (non doublé) |
| Akiko Nakazawa                                           | Naoko Watanabe                          | (non doublé) | (non doublé) | (non doublé) | (non doublé) | (non doublé) | (non doublé) | (non doublé) |
| Le père d'Akiko                                          | Shoichi Nakayama                        | (non doublé) | (non doublé) | (non doublé) | (non doublé) | (non doublé) | (non doublé) | (non doublé) |
| Le père d'Aoi                                            | Kenji Utsumi                            | (non doublé) | (non doublé) | (non doublé) | (non doublé) | (non doublé) | (non doublé) | (non doublé) |
| La grand‑mère d'Aoi                                      | Natsumi Sakuma                          | (non doublé) | (non doublé) | (non doublé) | (non doublé) | (non doublé) | (non doublé) | (non doublé) |
| La mère d'Aoi                                            | Gara Takashima                          | (non doublé) | (non doublé) | (non doublé) | (non doublé) | (non doublé) | (non doublé) | (non doublé) |
| Ikeda                                                    | Yūto Kazama                             | (non doublé) | (non doublé) | (non doublé) | (non doublé) | (non doublé) | (non doublé) | (non doublé) |
| Le grand‑père de Kaoru (non nommé dans la série animée)  | Kan Tokumaru                            | (non doublé) | (non doublé) | (non doublé) | (non doublé) | (non doublé) | (non doublé) | (non doublé) |
| Kumi Honjou                                              | Chiharu Suzuka                          | (non doublé) | (non doublé) | (non doublé) | (non doublé) | (non doublé) | (non doublé) | (non doublé) |
| Mako                                                     | Junko Ishii                             | (non doublé) | (non doublé) | (non doublé) | (non doublé) | (non doublé) | (non doublé) | (non doublé) |
| Le père de Mayu                                          | Unshou Ishizuka                         | (non doublé) | (non doublé) | (non doublé) | (non doublé) | (non doublé) | (non doublé) | (non doublé) |
| La mère de Mayu                                          | Hiroko Suzuki                           | (non doublé) | (non doublé) | (non doublé) | (non doublé) | (non doublé) | (non doublé) | (non doublé) |
| Mihori                                                   | Ryou Hirohashi                          | (non doublé) | (non doublé) | (non doublé) | (non doublé) | (non doublé) | (non doublé) | (non doublé) |
| Miyuki                                                   | Yūko Kaida                              | (non doublé) | (non doublé) | (non doublé) | (non doublé) | (non doublé) | (non doublé) | (non doublé) |
| La grand‑mère de Taeko La mère de Taeko                  | Sumi Shimamoto                          | (non doublé) | (non doublé) | (non doublé) | (non doublé) | (non doublé) | (non doublé) | (non doublé) |
| Takashi                                                  | Kazutoshi Hatano                        | (non doublé) | (non doublé) | (non doublé) | (non doublé) | (non doublé) | (non doublé) | (non doublé) |
| Tanaka                                                   | Kouichi Sakaguchi                       | (non doublé) | (non doublé) | (non doublé) | (non doublé) | (non doublé) | (non doublé) | (non doublé) |
| Uchida                                                   | Takayuki Yamaguchi                      | (non doublé) | (non doublé) | (non doublé) | (non doublé) | (non doublé) | (non doublé) | (non doublé) |
| Yamada Youta                                             | Yoshinori Sonobe                        | (non doublé) | (non doublé) | (non doublé) | (non doublé) | (non doublé) | (non doublé) | (non doublé) |
| Yumi                                                     | Kazumi Takahashi                        | (non doublé) | (non doublé) | (non doublé) | (non doublé) | (non doublé) | (non doublé) | (non doublé) |

Sources : MyAnimeList et Anime-Planet.
₁ Le personnage, dont le nom est traduit en français « Saint-Nicolas » (dans l'édition en version traduite du manga comme dans les sous-titres de l'épisode spécial dédié de la série animée), a en réalité les attributs du père Noël et est bel et bien appelé ainsi en version originale (« Santa Kurōsu », qui est son nom en japonais emprunté à l'anglais « Santa Claus »). Cette confusion entre les deux figures dans la traduction découle probablement de l'ambiguïté culturelle : en plus du sens double du nom en anglais (qui comprend et peut mélanger les deux figures), la prononciation du japonais « Santa Kurōsu » approche de « Sinterklaas », nom répandu de Saint-Nicolas dans la plupart des langues et cultures germaniques dont le folklore est originaire. Saint-Nicolas étant également considéré par consensus comme la source première de la version populaire et contemporaine du père Noël, ces deux figures peuvent parfois être fusionnées ou confondues (notamment en japonais, le diminutif emprunté « Santa » désignant lui aussi les deux figures à la fois).

### Musique

#### Génériques
| Ai Yori Aoshi (藍より青し) (première saison)                                                                  | Ai Yori Aoshi (藍より青し) (première saison) | Ai Yori Aoshi (藍より青し) (première saison)                                                                              | Ai Yori Aoshi (藍より青し) (première saison) | Ai Yori Aoshi (藍より青し) (première saison) | Ai Yori Aoshi (藍より青し) (première saison) |
| Début | Début                                        | Début | Fin                                          | Fin                                          | Fin |
| Épisodes | Titre                                        | Artistes | Épisodes                                     | Titre                                        | Artistes |
| --- | -------------------------------------------- | --- | -------------------------------------------- | -------------------------------------------- | --- |
| 1–24 | Towa no Hana (永遠の花)                      | Takeshi Aida (相田毅) (paroles) Toshio Masuda (増田俊郎) (composition – arrangement) Youko Ishida (石田燿子) (interprète) | 1–14, 16–17, 19–23                           | Na mo Shirenu Hana (名も知れぬ花)            | Miki Taoka (田岡美樹) (paroles) Yūichi Ichikawa (市川裕一) (paroles – composition – arrangement) the Indigo (interprète)                                                                      |
| 1–24 | Towa no Hana (永遠の花)                      | Takeshi Aida (相田毅) (paroles) Toshio Masuda (増田俊郎) (composition – arrangement) Youko Ishida (石田燿子) (interprète) | 15                                           | Akai Hana (朱い花)                           | Yūichi Ichikawa (市川裕一) (paroles – composition – arrangement) the Indigo (interprète) |
| 1–24 | Towa no Hana (永遠の花)                      | Takeshi Aida (相田毅) (paroles) Toshio Masuda (増田俊郎) (composition – arrangement) Youko Ishida (石田燿子) (interprète) | 18                                           | I'll Be Home                                 | Takeshi Aida (相田毅) Yūichi Ichikawa (市川裕一) (paroles) Toshio Masuda (増田俊郎) (composition – arrangement) Tina Foster(A) (Satsuki Yukino) (ティナ＝フォスター（雪乃五月）) (interprète) |
| 1–24 | Towa no Hana (永遠の花)                      | Takeshi Aida (相田毅) (paroles) Toshio Masuda (増田俊郎) (composition – arrangement) Youko Ishida (石田燿子) (interprète) | 24                                           | Towa no Hana (永遠の花)                      | Takeshi Aida (相田毅) (paroles) Toshio Masuda (増田俊郎) (composition – arrangement) Youko Ishida (石田燿子) (interprète)                                                                     |
| (A) Le seiyū féminin de la série animée interprétant la chanson dans son rôle : Satsuki Yukino (Tina Foster). |                                              | |                                              |                                              | |
| Ai Yori Aoshi ~Enishi~ (藍より青し〜縁〜) (deuxième saison)                                                   |                                              | |                                              |                                              | |
| Début | Début                                        | Début | Fin                                          | Fin                                          | Fin |
| Épisodes | Titre                                        | Artistes | Épisodes                                     | Titre                                        | Artistes |
| 1–12 | Takaramono (たからもの)                      | Youko Ishida (石田燿子) (paroles – interprète) Toshio Masuda (増田俊郎) (composition – arrangement)                       | 1–8, 10–12                                   | I Do!                                        | Miki Taoka (田岡美樹) (paroles) Yūichi Ichikawa (市川裕一) (composition – arrangement) the Indigo (interprète)                                                                                |
| 1–12 | Takaramono (たからもの)                      | Youko Ishida (石田燿子) (paroles – interprète) Toshio Masuda (増田俊郎) (composition – arrangement)                       | 9                                            | Presence                                     | Miki Taoka (田岡美樹) (paroles) Yūichi Ichikawa (市川裕一) (composition – arrangement) the Indigo (interprète)                                                                                |

| Ai Yori Aoshi ~Enishi~ (藍より青し〜縁〜) (deuxième saison) | Ai Yori Aoshi ~Enishi~ (藍より青し〜縁〜) (deuxième saison) | Ai Yori Aoshi ~Enishi~ (藍より青し〜縁〜) (deuxième saison)                                                               |
| Épisodes                                                    | Titre                                                       | Artistes |
| ----------------------------------------------------------- | ----------------------------------------------------------- | --- |
| 12                                                          | Towa no Hana (永遠の花)                                     | Takeshi Aida (相田毅) (paroles) Toshio Masuda (増田俊郎) (composition – arrangement) Youko Ishida (石田燿子) (interprète) |

### Liste des épisodes

#### Épisode spécial —Ai Yori Aoshi ~ Yumegatari(2002)
| No | Titre français  | Titre japonais | Titre japonais | Date de 1re diffusion |
| No | Titre français  | Kanji          | Rōmaji         | Date de 1re diffusion |
| --- | --------------- | -------------- | -------------- | --------------------- |
| Spécial | Récit d'un rêve | 「夢語り」     | Yumegatari     | 1er avril 2002        |
| Durant un pique-nique avec Kaoru, les filles racontent leurs rêves d'enfant. N.B. : cet épisode spécial est une adaptation partielle du chapitre Yume monogatari (夢物語-ゆめものがたり-, « Les rêves d'enfant »), second spécial et dernier du septième tome du manga. |                 |                |                |                       |

#### Première saison —Ai Yori Aoshi(2002)
Première saison — Ai Yori Aoshi (2002) :
| No | Titre français        | Titre japonais    | Titre japonais | Date de 1re diffusion |
| No | Titre français        | Kanji             | Rōmaji         | Date de 1re diffusion |
| --- | --------------------- | ----------------- | -------------- | --------------------- |
| 1 | Histoire d'une amitié | 縁 -えにし-       | Enishi         | 10 avril 2002         |
| Tandis qu'Aoi, une jolie jeune fille en tsumugi indigo, se réveille à bord du Shinkansen en direction de Tōkyō pour y retrouver un certain Kaoru, visiblement ami d'enfance, ce dernier, étudiant désargenté, se dépêche d'aller en cours à l'université Meiritsu. Le destin les réunit par hasard lors du retour du jeune homme par la gare pour rentrer chez lui. Ne se reconnaissant fortuitement, après dix-huit ans à grandir chacun de leur côté, qu'une fois arrivés ensemble à son appartement, s'étant rappelée à son bon souvenir la jeune fille se présente formellement à lui comme la fiancée qu'il était censé épouser selon un arrangement de l'époque entre leurs familles influentes et traditionalistes, les groupes Hanabishi et Sakuraba : leurs fiançailles ayant été néanmoins annulées pour des raisons qu'elle ignore, elle a rejoint ce premier amour qu'elle n'a jamais oublié pour s'expliquer avec lui, et le convaincre de retourner auprès des Hanabishi pour permettre leur mariage. |                       |                   |                |                       |
| 2 | Soirée                | 夕餉 -ゆうげ-     | Yūge           | 17 avril 2002         |
| Après avoir dissipé un malentendu sur les motivations de sa présence, Aoi est finalement invitée par Kaoru à rester un peu plus longtemps chez lui : heureuse de la tournure des évènements, elle y voit une occasion de jouer son rôle d'épouse idéale pour son « fiancé » en prenant soin de lui, et de sa demeure durant ses cours. Le jeune homme, lui aussi euphorique de la situation, en profite pour renouer avec cette amie d'enfance qu'il n'avait pas oublié, et apprendre à connaître la jeune femme qu'elle est devenue. |                       |                   |                |                       |
| 3 | La séparation         | 別離 -わかれ-     | Wakare         | 24 avril 2002         |
| Lors d'une situation durant son bain prêtant à confusion, une femme qui se révèle être la tutrice d'Aoi, Miyabi Kagurazaki, fait irruption dans l'appartement et s'en prend à Kaoru : venue pour ramener la jeune fille, le jeune homme découvre que, contrairement à ce qu'avait prétendu Aoi, la famille Sakuraba n'était pas du tout au courant de sa venue auprès de lui car ne l'aurait pas approuvée. Refusant envers et contre tout la solution consistant à retourner dans sa propre famille, Kaoru révèle à Aoi les raisons de son départ à la capitale, et du déshéritement qui en a découlé. |                       |                   |                |                       |
| 4 | Vivre ensemble        | 同棲 -どうせい-   | Dōsei          | 1er mai 2002          |
| Ayant de nouveau échappé à la vigilance de sa tutrice pour fuguer et retourner auprès de Kaoru, étant prête à quitter à son tour sa propre famille si nécessaire afin de vivre avec lui, Aoi doit prendre soin du jeune homme qui est tombé malade en allant la récupérer sous la pluie. Pendant ce temps, Miyabi est retournée auprès des Sakuraba et ramène avec elle un membre visiblement important de la famille. Une rencontre en vue de régler pour de bon le problème se profile entre ces deux derniers d'un côté, et Aoi avec Kaoru de l'autre. |                       |                   |                |                       |
| 5 | Les amis              | 朋友 -ほうゆう-   | Hōyū           | 8 mai 2002            |
| Aoi ayant réussi à convaincre sa mère de la force de son amour pour Kaoru ainsi que son désir indéfectible de vivre à ses côtés, elle a été autorisée sous certaines conditions à emménager avec son — officieux — fiancé et Miyabi dans une maison de campagne délaissée par sa famille. Par le club universitaire de photographie dont il est membre, Kaoru fait la connaissance d'une nouvelle condisciple, Taeko Minazuki, et voit aussi le retour de l'une d'entre eux après une année sabbatique, une étrangère américaine délurée du nom de Tina Foster. |                       |                   |                |                       |
| 6 | Les tâches ménagères  | 家道 -かどう-     | Kadō           | 22 mai 2002           |
| Alors que Tina vient de s'imposer pour emménager à la maison de campagne, présentée officiellement — pour faire illusion — comme une sorte de pension dont Aoi serait la propriétaire et Kaoru, un simple locataire, c'est au tour d'une Taeko désemparée de se présenter à eux en pleine nuit. Miyabi, en qualité de « gérante », va la mettre à l'épreuve pour voir ce qu'elle vaut en tant que gouvernante, et décider si elle sera ou non autorisée à rester parmi eux. Toutefois, la maladresse caractéristique de Taeko ne joue pas en sa faveur. |                       |                   |                |                       |
| 7 | Les démons mystérieux | 幻妖 -げんよう-   | Gen'yō         | 29 mai 2002           |
| Aoi, qui souhaitait partager ce type d'expérience avec Kaoru, se voit fortuitement invitée par le club de photographie de ce dernier pour une retraite avec eux à l'hôtel Manyouen afin de profiter des onsen de Tsukiyama. À cette occasion, et dans le respect des traditions du club en tant que bizutage pour l'intégration des nouveaux membres, un test de courage en lien avec leurs activités est organisé à l'attention de Taeko. Il prend toutefois une tournure inattendue pour Kaoru et Aoi. |                       |                   |                |                       |
| 8 | L'étre aimée          | 愛玩 -あいがん-   | Aigan          | 5 juin 2002           |
| Miyabi, qui est soucieuse d'entretenir un lieu de vie calme et sain pour la sérénité d'esprit, voit sa tranquillité être bouleversée par l'inconséquence de Tina qui, sur un caprice et en connaissance de cause, ramène dans son dos un furet domestique à la pension. Ne pouvant dans un premier temps et en dépit de son aversion, refuser ce plaisir à sa maîtresse qui prend fait et cause pour garder l'animal, les agitations de ce dernier troublent toutefois son quotidien. N.B. : cet épisode est une adaptation du chapitre spécial « Amaterasu » du cinquième tome du manga. |                       |                   |                |                       |
| 9 | Une nuit              | 一夜 -ひとよ-     | Hitoyo         | 12 juin 2002          |
| Aoi et Miyabi devant découcher une nuit pour assister à des funérailles, la responsabilité de la demeure est temporairement laissée à Kaoru en leur absence. Taeko se faisant à son tour entraîner par ses aînés Suzuki et Satou à une excursion de plus d'une journée à Kurashiki dans le cadre du club de photographie, le jeune homme va devoir passer une nuit entièrement seul avec Tina, seule autre résidente encore présente en ces lieux. Une peur enfantine de cette dernière va lui compliquer la tâche. |                       |                   |                |                       |
| 10 | L'école               | 学舎 -まなびや-   | Manabiya       | 19 juin 2002          |
| Aoi s'intéresse davantage à la vie estudiantine de Kaoru car elle désire le connaître mieux que quiconque. Sachant que cela lui ferait plaisir, et apprenant inopinément son passage non loin de chez eux, elle se rend au pied levé auprès d'un petit restaurateur ambulant et semi-légendaire dans le but de ramener à son fiancé un de ses taiyaki faits maison, extrêmement rares et prisés. Cependant, afin qu'il puisse le savourer comme il se doit, elle doit aussi lui apporter ce mets de première qualité directement à son campus : initiative risquée pour leur secret et semée d'embûches. |                       |                   |                |                       |
| 11 | La fillette           | 子女 -しじょ-     | Shijo          | 26 juin 2002          |
| Kaoru organise avec ses condisciples du club de photographie une exposition estivale sur le campus. Une cadette anormalement jeune en visite pour intégrer le cursus spécial pour étudiants récemment rapatriés, petite bourgeoise accompagnée de son chauffeur-tuteur et sur-couvée du nom de Mayu Miyuki, entre alors en conflit avec Tina à la suite d'une bousculade, puis révèle — à sa manière très directe — être également liée au jeune homme lorsqu'elle le revoit en cette occasion. |                       |                   |                |                       |
| 12 | Le baiser             | 接吻 -せっぷん-   | Seppun         | 3 juillet 2002        |
| Retenu de fil en aiguille par Mayu, qui désirait plus que tout passer la journée en sa compagnie et rattraper le temps perdu chez elle, Kaoru prévient Miyabi et Aoi — qui se languissait de lui — à la pension, mais tarde tout de même à rentrer. À cause d'une méprise maladroitement causée par Taeko, qui le précède en portant une Tina vexée et enivrée à cause de leur rencontre avec la jeune fille plus tôt dans la journée, Aoi en vient à imaginer le pire et angoisse. |                       |                   |                |                       |
| 13 | La fête des étoiles   | 星祭 -ほしまつり- | Hoshi matsuri  | 10 juillet 2002       |
| Kaoru et les filles s'affairent à préparer la Fête des Étoiles à la pension. Par le hasard calendaire, la fête de cette année tombe le même jour que celui de l'anniversaire d'Aoi. Comme ce sera son premier passé avec le jeune homme, et que ce dernier comprend aisément que les précédents étaient assez sinistres, il promet à la jeune fille de lui organiser pour cette année une fête digne de ce nom. En ce sens, il va se démener pour se procurer le cadeau qu'il souhaite lui offrir avant la date fatidique, ce qui est source d'une méprise auprès de l'intéressée. |                       |                   |                |                       |
| 14 | Servante              | 賄 -まかない-     | Makanai        | 31 juillet 2002       |
| Complexée par son manque d'autonomie à cause d'une dispute avec Tina lors de la pause de midi sur le campus avec Kaoru et Taeko, Mayu est persuadée que savoir cuisiner est primordial pour plaire au jeune homme en tant que femme et veut lui préparer un repas : face à l'échec cuisant de sa première tentative, qui fait suite à un défi, et ayant eu vent de ses talents multiples en cuisine ainsi que dans les arts ménagers, la jeune fille s'invite sans prévenir à la pension afin de les apprendre auprès d'Aoi. |                       |                   |                |                       |
| 15 | Nostalgie             | 胸懐 -きょうかい- | Kyōkai         | 7 août 2002           |
| C'est la floraison et, sous couvert de faire des emplettes pour les autres filles de la résidence, Kaoru invite Aoi à faire une balade (en amoureux). À l'occasion de son premier ohanami avec lui, la jeune fille souhaite passer cet événement à deux vêtue d'un kimono spécial aux tons de cerisier qu'elle n'a encore jamais porté : la raison se cache derrière une anecdote personnelle de son enfance rattachée à l'histoire de cette tenue léguée par sa grand-mère. N.B. : cet épisode partiellement rétrospectif et rétroactif, est accompagné d'un générique de fin qui lui est propre puis d'une scène post-générique. Bien qu'elle n'ait pas encore été introduite dans l'histoire, Chika Minazuki apparaît dans ledit générique aux côtés de Taeko. |                       |                   |                |                       |
| 16 | Plage                 | 渚 -なぎさ-       | Nagisa         | 14 août 2002          |
| Comme c'est la saison estivale, les filles de la résidence vont faire des emplettes en ville pour se trouver un nouveau maillot de bain et tombent sur Mayu, au magasin pour les mêmes raisons. Le soir qui suit, Taeko reçoit une carte postale de sa grand-mère, qui tient un bar-restaurant de plage et l'y invite : une occasion pour le groupe d'aller à la mer. Ils y font connaissance avec la vieille dame, mais aussi la jeune cousine de leur amie, Chika Minazuki. Cette dernière prend toutefois Kaoru pour le compagnon de « Tae ». Aoi, qui garde étrangement son tsumugi, reste à l'écart. |                       |                   |                |                       |
| 17 | Vagues                | 漣 -さざなみ-     | Sazanami       | 21 août 2002          |
| Le groupe profite de son séjour en répartissant leurs journées entre la plage, le bar-restaurant où ils aident au besoin la grand-mère Minazuki, et le minshuku où elle les héberge. Taeko s'interroge de plus en plus sur la nature de son lien avec Kaoru. Chika, qui n'est pas dupe et connaît bien la couardise de sa cousine, la soutient et s'en mêle de son propre chef pour favoriser un rapprochement entre eux deux : ses initiatives peuvent toutefois vite créer des problèmes. |                       |                   |                |                       |
| 18 | Coussins communs      | 同衾 -どうきん-   | Dōkin          | 28 août 2002          |
| Pour satisfaire un caprice, Tina improvise avec l'ensemble du club de photographie une excursion en province au parc zoologique de Genbu : les membres se désistant néanmoins à la dernière minute, et les autres résidents ayant leurs occupations, elle se retrouve à faire ce voyage à deux avec Kaoru. La connotation que prend pour la jeune fille cette journée chargée en émotions, ainsi qu'un imprévu d'envergure, vont alors leur créer de la promiscuité. N.B. : cet épisode est accompagné d'un générique de fin qui lui est propre et centré sur Tina. La chanson de ce générique est interprétée par sa seiyū (Satsuki Yukino) en tant que « Tina Foster ». |                       |                   |                |                       |
| 19 | Coussins humains !    | 膝枕 -ひざまくら- | Hizamakura     | 4 septembre 2002      |
| La fin des vacances estivales approche. Dans une lettre de Chika jointe aux photos de leur séjour à la mer, elle prévient le groupe de sa cousine de son arrivée imminente en direction de la résidence : elle sollicite collectivement leur aide pour ses devoirs de vacances, qu'elle a négligé de finir. Demeurant sur place jusqu'à ce que ce soit abouti, si elle est très appliquée elle en profite aussi pour se rapprocher davantage de ses nouveaux amis, notamment Kaoru. |                       |                   |                |                       |
| 20 | Apaisement            | 癒 -いやし-       | Iyashi         | 11 septembre 2002     |
| L'automne débute. Pour le festival culturel de leur université, Aoi avec Mayu aident Kaoru et les filles de la résidence à préparer pour leur club une exposition, ainsi qu'un salon de thé déguisé. Ce dernier mis en péril par Tina, va être cependant rattrapé par les talents de la propriétaire. Miyabi, qui observe les interactions entre sa maîtresse et le jeune homme avec un certain recul, constate à sa grande surprise une évolution chez celle qu'elle a élevée comme sa petite sœur et l'influence positive qu'il a sur elle. Et ce, malgré un problème personnel dissimulé mais difficile à gérer. |                       |                   |                |                       |
| 21 | Fièvre                | 風気 -ふうき-     | Fūki           | 18 septembre 2002     |
| Les résidents de la pension se réveillent en retard pour les cours et s'étonnent de ne pas avoir été réveillés comme d'habitude par Aoi, qui s'effondre soudainement sous leurs yeux : malgré son désir de ne pas inquiéter son entourage et d'effectuer ses tâches quotidiennes, elle est tombée malade et atteinte d'une forte fièvre, et demeure donc alitée. Kaoru qui, comme les autres et en dépit du souhait de l'intéressée, ne peut s'empêcher de se faire du souci pour elle, propose alors une solution adaptée pour gérer la situation. |                       |                   |                |                       |
| 22 | Retour                | 帰省 -きせい-     | Kisei          | 25 septembre 2002     |
| Comme promis, après sa guérison Kaoru emmène Aoi quelque part : à Suzumegaoka, qui accueille un lieu très significatif pour le jeune homme. Cette destination le renvoie à son passé difficile et révèle à la jeune fille une autre de ses cicatrices qu'elle ne connaissait pas encore. De son côté, à la suite de l'appel téléphonique insolite qu'elle a reçu à la pension, Miyabi se rend auprès de la famille Sakuraba pour une entrevue. Dès lors, son comportement à son retour devient étrange. |                       |                   |                |                       |
| 23 | Résolution            | 決意 -けつい-     | Ketsui         | 2 octobre 2002        |
| Après s'être temporairement retirée avec Aoi auprès de la famille, Miyabi revient en plein milieu de la nuit à la pension pour chercher Kaoru, qui s'inquiétait de leur absence prolongée au point d'en faire des cauchemars. Tandis que leur entourage, qui avait préparé une fête d'accueil, trouve son message le lendemain et s’inquiète à son tour, les jeunes tourtereaux se retrouvent dans une résidence secondaire des Sakuraba. Laissés seuls à la discrétion de Miyabi, ils en profitent pour se remémorer leur première rencontre ainsi que les souvenirs d'enfance qu'ils partagent. |                       |                   |                |                       |
| 24 | Aoi                   | 葵 -あおい-       | Aoi            | 9 octobre 2002        |
| Ayant appris d'Aoi, qui ne peut s'y résoudre, le mariage forcé imposé par son père, Kaoru décide d'aller à l'encontre des dispositions prises tacitement par Miyabi afin de permettre leur fuite, et de se rendre avec elles le lendemain à la résidence familiale pour rencontrer le chef de clan, et le convaincre de renoncer à cet arrangement. L'épreuve paraît insurmontable pour le jeune homme, qui n'est plus reconnu par les Sakuraba et n'est considéré que comme un homme ordinaire. N.B. : cet épisode n'a pas à proprement parler de générique de fin, mais une musique de scène qui est celle du générique d'ouverture (Towa no Hana de Youko Ishida) puis se conclut sur une scène post-générique. |                       |                   |                |                       |

#### Deuxième saison —Ai Yori Aoshi ~Enishi~(2003)
Deuxième saison — Ai Yori Aoshi ~Enishi~ (2003)
| No | Titre français         | Titre japonais      | Titre japonais | Date de 1re diffusion |
| No | Titre français         | Kanji               | Rōmaji         | Date de 1re diffusion |
| --- | ---------------------- | ------------------- | -------------- | --------------------- |
| 1 | Cerisiers de printemps | 桜春 〜おうしゅん   | Ōshun          | 12 octobre 2003       |
| C'est la floraison et deux années se sont écoulées depuis le début de l’histoire : Chika Minazuki, qui y avait emménagé, s'est bien intégrée à la vie de la résidence et fréquente sa propre école ; sa cousine Taeko, Tina Foster ainsi que Mayu Miyuki — qui y passe quotidiennement son temps libre — sont toujours les mêmes ; et enfin Kaoru Hanabishi, travaillant plus dur qu’avant pour ses études sous les injonctions et recommandations de la « gérante » Miyabi Kagurazaki, est encore et toujours soutenu par les bons soins et attentions de sa charmante « propriétaire », Aoi Sakuraba.                                           |                        |                     |                |                       |
| 2 | Amis                   | 友垣 〜ともがき     | Tomogaki       | 19 octobre 2003       |
| Au lycée privé pour filles Fujimino que fréquente Chika, ses deux amies du club de natation, Natsuki Komiya et Chizuru Aizawa, découvrent inopinément l'existence de Kaoru et s'interrogent sur la nature de sa relation avec leur aîné : confrontées à l’ambiguïté générée par l'intéressée, elles sont persuadées qu'ils forment un couple et se font inviter à la pension pour le lendemain afin d'en avoir le cœur net, ce qui embarrasse leur condisciple vis-à-vis du jeune homme et des autres filles de leur entourage. |                        |                     |                |                       |
| 3 | Tennis                 | 庭球 〜ていきゅう   | Teikyū         | 26 octobre 2003       |
| Chika est censée participer à un événement rassemblant des jeux de balle en jouant du tennis mais elle n'est, à l'opposé de la natation, pas du tout douée à ce sport : Miyabi, qui s'avère être une experte en la matière selon les dires d'Aoi, accepte de l'entraîner et organise donc une journée de rencontres sur courts entre Kaoru, les filles de son entourage et elle. Le jeune homme, qui ces temps-ci nourrit discrètement certains fantasmes et se laisse un peu aller avec la propriétaire, apprécie d'avance l'idée. |                        |                     |                |                       |
| 4 | Mauvais esprit         | 怪 〜もののけ       | Mononoke       | 2 novembre 2003       |
| En dépit de ses efforts, la maladresse de Taeko lui pose plus de problèmes qu'à l'accoutumée dans son travail à la résidence. Dans le même temps, des bruits étranges se font parfois entendre des combles : Tina, qui en a peur, soupçonne la présence d'un fantôme. La gouvernante qui, contrairement à cette dernière, est passionnée d'occultisme et de phénomènes paranormaux, se charge alors d'organiser avec les autres résidents une chasse pour débusquer l'entité surnaturelle et l'expulser des lieux. |                        |                     |                |                       |
| 5 | Piano                  | 洋琴 〜ようきん     | Yōkin          | 8 novembre 2003       |
| Mayu s'étant vue offrir par sa mère, haute couturière visiblement renommée, une robe faite sur mesure pour elle et unique au monde envoyée depuis Paris, elle profite d'une occasion de la lui montrer pour arranger — son premier — rendez-vous galant avec Kaoru : celui-ci, n'arrivant pas à lui refuser ce plaisir, se voit embarqué le lendemain par la jeune fille et son serviteur Saionji. Toutefois, elle se rend compte une fois partis qu'elle n'a en fait rien planifié du tout pour cette journée, et peine malgré son désir à se mettre en valeur auprès de lui par ses aptitudes.                                                  |                        |                     |                |                       |
| 6 | Voyage                 | 道程 〜どうてい     | Dōtei          | 15 novembre 2003      |
| Kaoru ayant du mal à concilier ses travaux d'études avec sa vie sociale, les filles de son entourage lui accaparant beaucoup de son temps, il a pris du retard sur ses recherches et risque de devoir sacrifier ses vacances d'été afin d'aider sur la thèse d'un professeur : Aoi décide alors, pour lui permettre de finir à temps, de l'aider à sa manière par ses attentions et en jouant les gardiennes à l'encontre les autres filles, qui l'empêchent de travailler en pensant bien faire. Miyabi, tout comme la mère Sakuraba, s'interroge sur son avenir avec le jeune homme.                                                            |                        |                     |                |                       |
| 7 | Vacances               | 避暑 〜ひしょ       | Hisho          | 22 novembre 2003      |
| N'ayant rien réservé pour les vacances d'été, mais Tina souhaitant tout de même faire un voyage avec ses amis, les résidents de la pension s'organisent un séjour alpin improvisé. Par le plus grand des hasards, Mayu accompagnée de Saionji se voit, sur instruction de ses parents, passer une retraite forcée dans une résidence familiale secondaire située dans les environs, et tomber sur le petit groupe : elle qui détestait son séjour au départ, change d'avis à l'idée de pouvoir passer du temps avec Kaoru. |                        |                     |                |                       |
| 8 | Nager comme un poisson | 水魚 〜すいぎょ     | Suigyo         | 29 novembre 2003      |
| Le groupe d'amies de Chika s'entraîne à la piscine. Malheureusement et contrairement à ses deux condisciples, Chizuru qui est une piètre nageuse et manque fréquemment de se noyer, n'arrive pas à progresser, ce qui devient problématique quand elles se voient imposer par leurs aînés du club une course de relais au tournoi régional de natation. Par chance Tina, qui détient un record universitaire et a déjà enseigné la natation, se propose de les entraîner. Kaoru remarque quelque chose d'étrange dans son comportement récent. |                        |                     |                |                       |
| 9 | Blanc pur              | 白妙 〜しろたえ     | Shirotae       | 6 décembre 2003       |
| Même s'il est toujours indécis sur son avenir, pour le récompenser de son assiduité son professeur offre à Kaoru deux billets pour une activité en couple. Le jeune homme souhaite saisir cette occasion de partager une journée entière en amoureux avec Aoi : puisque les autres résidentes ont toutes leurs occupations loin de la pension (Tina avec Suzuki et Satou pour le club de photographie, les cousines Minazuki avec leur grand-mère en bord de mer) et qu'Aoi semble s'ennuyer, Miyabi donne son accord. N.B. : cet épisode est accompagné d'un générique de fin qui lui est propre.                                                |                        |                     |                |                       |
| 10 | Kimono d'été           | 湯帷子 〜ゆかたびら | Yukatabira     | 13 décembre 2003      |
| Les résidents accompagnés de Mayu, Natsuki et Chizuru se rendent pour une journée dans un complexe de loisirs et de détente accueillant entre autres un centre d'hydrothérapie. Toutefois, alors que du côté des femmes les filles en profitent au maximum — que ce soit entre elles ou dans leur coin, du côté des hommes Kaoru a quelques petits soucis personnels à gérer à cause des vieilles cicatrices recouvrant son dos, et visibles par tous. |                        |                     |                |                       |
| 11 | Clair de lune          | 月光 〜げっこう     | Gekkō          | 20 décembre 2003      |
| Ayant involontairement surpris une bribe de conversation téléphonique de Tina en anglais lorsqu'ils étaient au spa, Mayu veut s'assurer de ce qu'elle a entendu en confrontant l'étrangère devant Kaoru et Teako. Elle révèle qu'elle aurait déclaré retourner prochainement aux États-Unis, ce qui choque ses amis : néanmoins, l'intéressée répond en se moquant d'elle et de son niveau linguistique, expliquant qu'elle aurait en fait mal compris l'échange. |                        |                     |                |                       |
| 12 | Liens                  | 絆 〜きずな         | Kizuna         | 27 décembre 2003      |
| Tandis que Tina est bien retournée auprès ses parents dans son pays d'origine, c'est au même moment la Fête des Poupées au Japon. Elle manque visiblement à tout le monde à la pension, mais seuls Kaoru et Aoi semblent avoir des doutes sur ce qu'il se trame. Si la propriétaire s'inquiète de ne jamais revoir leur amie, le jeune homme lui, reste confiant dans l'idée qu'ils la reverront. Toutefois, en essayant de trouver un moyen de la joindre ils entrent dans sa chambre. N.B. : le générique de fin de cet épisode final est précédé d'une musique de scène qui est celle du générique d'ouverture (Towa no Hana de Youko Ishida). |                        |                     |                |                       |

#### Épisode spécial —Ai Yori Aoshi ~Enishi~ Miyuki(2003)
| No | Titre français | Titre japonais | Titre japonais | Date de 1re diffusion |
| No | Titre français | Kanji          | Rōmaji         | Date de 1re diffusion |
| --- | -------------- | -------------- | -------------- | --------------------- |
| Spécial | Belle neige¹   | 「美雪」¹      | Miyuki¹        | 31 décembre 2003      |
| À l'époque précédant ses retrouvailles avec Aoi, Kaoru prévoit de passer à nouveau la nuit de Noël seul dans son appartement à Tōkyō. Sur le trajet du retour, il trouve un étrange collier avec un pendentif en flocon de neige qui, semblant tomber du ciel, lui atterrit dessus. Chez lui, il reçoit la visite de son propriétaire : le père Noël en personne. N.B. : cet épisode spécial est une adaptation des quarante-troisième et quarante-quatrième chapitres du manga. ₁ Le mot miyuki par son homophonie, a plusieurs sens à l'oral : écrit ainsi, il signifie « belle neige », mais peut également renvoyer au nom de famille de Mayu (美幸, littéralement « belle fortune » ou « beau bonheur »), au titre original du quarante-troisième chapitre du manga dont l'épisode est en partie issu (深雪-みゆき-, « neige profonde »), ou à une « visite impériale » (行幸). |                |                |                |                       |

## Jeu vidéo

### PlayStation2
- Ai Yori Aoshi (le 20 mars 2003)[6]
- SuperLite 2000 Adventure Ai Yori Aoshi (le 23 juin 2005) : l'édition populaire

### Windows
- Ai Yori Aoshi ~Shunka~ (le 20 mai 2004)[7]
- Ai Yori Aoshi ~Shuutou~ (le 24 juin 2004)[7]

## Autour de l'œuvre
Parmi les éléments de la culture traditionnelle qui imprègnent son œuvre et sa dimension poétique, Kō Fumizuki s'est particulièrement inspiré (pour exemples, dans son titre ainsi que les noms et caractéristiques de ses personnages, notamment les protagonistes Aoi et Kaoru) du Genji monogatari (源氏物語, le Dit du Genji), roman millénaire et majeur de la littérature japonaise par Murasaki Shikibu, dame de cour célèbre de l'époque de Heian pour ces écrits.
Ils sont d'ailleurs explicitement assumés dans le manga comme références par l'auteur dans la page d'explication du titre ainsi que du lien avec le personnage d'Aoi, et sont mentionnés à l'occasion dans l'histoire (par exemple : au soixante-et-unième chapitre, lorsque Chika Minazuki s'invite à l'improviste dans la résidence d'Aoi après sa première rencontre avec les résidents — qui avaient accompagné sa cousine Taeko au ryokan en bord de mer de leur grand-mère où vit Chika — et demande collectivement de l'aide pour ses devoirs de vacances, pendant qu'elle attaque la littérature japonaise classique avec Aoi — en fin de la page 138 du septième tome, ironiquement celle-ci lui dit « Voilà, c'est dans le Dit du Genji… »).